# Тенеево (Янтиковский район)
Тене́ево (чув. Тенеяль) — деревня в составе Индырчского сельского поселения Янтиковского района Чувашской Республики.

## История
По воспоминаниям старожилов наименование Тенеево возникло от имени Тенне. Отцом его был Эпук, мать — Маюк.
В 1552 году, когда Московский царь Иван Грозный разбил под Казанью Казанское ханство, находящиеся под татарским гнетом люди развеялись жить в разные места. Большинство из них устраивались в лесистых местах. Основатели Тенеево, как и основатели деревни Индырчи, переселились из деревни Кивĕ çурт, которая находилась около речки Шарлă, протекающей около деревни Индырчи. Год возникновения деревни не известен, однако точно можно сказать, что деревня возникла уже после 1552 года, после взятия Иваном Грозным г. Казани. Деревня Кивĕ çурт, видимо, размещалась в лесу, на поляне. Жили в ней некрещеные чуваши, татары, башкиры. По словам учителя школы Т. Терентьева, Эпук прибыл в Кивĕ çурт, когда ему было 30 лет. Прожив в ней 27 лет, он основал деревню Тенеево, где прожил ещё 28 лет. По его словам, потомками Эпука является почти половина жителей Тенеево. Между жителями Кивĕ çурт часто происходили споры, и Тенне ушел оттуда и переселился туда, где в данное время размещается ферма колхоза «Новый путь». Тенне на новом месте прожил 9 лет и умер.
На территории деревни Тенеево имеются овраги: Масар çырми, Вăкăр çырми, Ĕне çуратам çырми, Тÿрем çырми, Мишша çырми, Пурăш çырми, Павар, Саншар, Сахар, Харпар.
Тенеевская школа-церковь Братства святителя Гурия была открыта в 1887 году. Под этим названием она записана в архивных документах. В настоящее время Тенеевская начальная школа закрыта.
До 1927 года деревня Тенеево входила в Янтиковскую волость Цивильского уезда.
С 1 октября 1927 года входила в Урмарский район; с 1 марта 1935 года — в Янтиковский район; с 20 декабря 1962 года — в Урмарский район; с 3 ноября 1965 года и по сей день входит в состав Янтиковского района.

## Название
Наименование поселения происходит с чувашского языка, от словосочетания двух слов "Тĕне касси" - первое слово "Тĕне" как и синоним (диал.) "Тĕнче" означает Небеса, Вселенную, Мир и относится к традиционной религии чуваш "Чăн чăваш тĕни". Типично тюркское: Китайское: 天 tiān (тиень), Марийское: тÿня, Удмуртское: дунне, Узбекское: дунё, Азербайджанское: dünya, Турецкий: dünya, Татарское: дөнья, Башкирское: донъя. Второе слово как "Касси" переводится как "Улица" относительно и исключительно определяющее для поселения, выстроенных в один ряд домов (раньше йурт - çурт), не путать с "урам" - которое относится к открытому пространству, вне жилых помещений, под открытым небом. Слово "Касси" происходит от корня "Касă" - "отрезок" , аналогичные слова в других языках: Азербайджан: küçə, Казах: көшесі, Киргиз: көчө, Узбек: кўча, Финский: katu, Швед: gata, Грузин: ქუჩა (kucha), Идиш: גאַס (gas). Система инфраструктуры чувашских поселений: Если селение имеет более 1 улицы , они называются словами "Ял, Ель, Эль, Иль, Киль, Кель, Аль, пример: Яка ель, Ереп ель, Курак ель, Салтак ель, а отрезки выстроенных в ряд домов (улицы) словом касси: школьная улица - шкул касси, горная улица - сăрт касси, овражная улица - çырма касси и прочее.
Когда население чувашской деревни увеличивались, новые молодые семьи переезжали в соседние свободные земли и занимали их для обрабатывания, так появлялись выселки которые позднее разрастались до новых поселений. Если первоначально был один отрезок улицы в поселение и оно носило название "Çыран касси" то в период когда появлялись по соседству новые отреки (участки) ряда домов образуя новые улицы, и доходя до несколько улиц, поселение уже слово Касси меняло на Ял (Ель, Аль и т.п.) от Çыран касски к Çыран ель.

## Население
| 2010 | 2012 |
| ---- | ---- |
| 287  | ↗339 |

Демографические показатели на участке (на 1 тысячу населения)
|                      | 2008  | 2009  | 2010 |
| Рождаемость          | 3,0   | 6,1   | 3,0  |
| Смертность           | 39,1  | 18,1  | 12,0 |
| Естественный прирост | -36,1 | -12,0 | -9,0 |

## Инфраструктура
- Сельский дом культуры (клуб)
- Дом правления СХПК «Новый Путь»
- Сельский магазин
- Тенеевская библиотека
- Тенеевский фельдшерско-акушерский пункт

## Транспортная связь
Ежедневно производятся пассажирские перевозки.

## Известные уроженцы
- Иванов Валерий Николаевич — генеральный директор АО «АККОНД», депутат Государственного Совета Чувашской Республики